# Herodià (historiador)
Herodià (en llatí Herodianus, en grec Ἡρωδιανός) va ser un historiador romà d'origen grec, que va viure durant un temps considerable a la ciutat de Roma, però sense ocupar cap càrrec públic.
Va tenir una llarga vida i va morir durant el regnat de Gordià III, que va pujar al tron l'any 238. No se'n sap res, a part d'això, de la seva vida.
Va escriure una obra titulada Ἡρωδιανοῦ τῆς μετὰ Μάρκον Βασιλείας ἱστοριῶν Βιβλία ὀκτώ (Història de l'Imperi des de la mort de Marc, en vuit llibres) que abraça el període entre la mort de Marc Aureli l'any 180 i el començament del regnat de Gordià III el 238. Ell mateix diu que els esdeveniments narrats van passar durant la seva vida. Foci fa un resum de l'obra i elogia el seu estil dient que era clar, vigorós i agradable i escrit amb elegància. Pel seu estil, imita Tucídides, i introdueix de tant en tant discursos dels seus personatges totalment, o en part, imaginaris. Encara que sembla que hi ha petits errors de cronologia i de geografia, la seva narrativa és veritable i imparcial, tot i que se l'acusa de presentar masses dades favorables a Pèrtinax.